# Benito Murúa y López

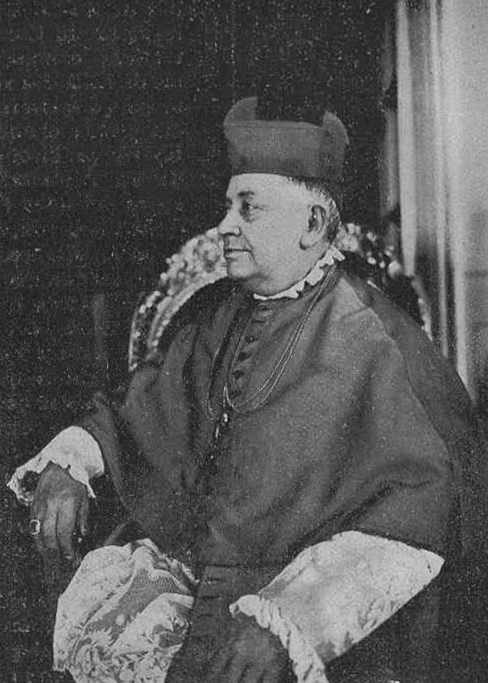
Benito Murúa

Benito Murúa y López (* 21. März 1846 in Algete, Madrid; † 28. Oktober 1912) war ein spanischer Geistlicher, römisch-katholischer Bischof von Lugo und Erzbischof von Burgos. Darüber hinaus war er Mitglied des Senats (Senado), des Oberhauses des Parlaments (Cortes Generales).

## Leben
Benito Murúa y López empfing am 18. September 1869 das Sakrament der Priesterweihe und war danach als Priester tätig. Er wurde am 21. Mai 1894 als Nachfolger von Gregorio María Aguirre y García, OFM zum Bischof von Lugo ernannt. Er empfing am 15. August 1894 in der Kathedrale von Cádiz die Bischofsweihe durch den Bischof von Cádiz und Ceuta Vicente Calvo y Valero, an der der Bischof von Córdoba Sebastián Herrero Espinosa de los Monteros, CO sowie der Titularbischof von Philippopolis in Thracia José Tomás Mazarrasa y Rivas als Co-Konsekratoren teilnahmen. Zugleich wurde er 1898 erstmals Mitglied des Senats (Senado), des Oberhauses des Parlaments (Cortes Generales), und vertrat dort bis 1899 sowie erneut zwischen 1905 und 1907 das Erzbistum Santiago de Compostela. 
Am 29. April 1909 wurde Murúa y López wiederum als Nachfolger von Gregorio María Aguirre y García, OFM zum Erzbischof von Burgos ernannt und bekleidete dieses Amt bis zu seinem Tode am 28. Oktober 1912, woraufhin José Cadena y Eleta zu seinem Nachfolger berufen wurde. Als Erzbischof von Burgos war er 1911 Mitglied des Senats kraft eigenen Rechtes (Senador por derecho propio). Er spendete 1910 die Bischofsweihe von Manuel Lago y González zum Bischof von Osma.